# Nueva Numancia metróállomás
Nueva Numancia metróállomás Spanyolország fővárosában, Madridban a madridi metró 1-es vonalán.

## Metróvonalak
Az állomást az alábbi metróvonalak érintik:
- 1-es metróvonal

## Kapcsolódó állomások
A metróállomáshoz az alábbi állomások vannak a legközelebb:
- Portazgo (Valdecarros, 1-es metróvonal)
- Puente de Vallecas (Pinar de Chamartín, 1-es metróvonal)